# Фадареки (Месина)
Фадареки је насеље у Италији у округу Месина, региону Сицилија.
Према процени из 2011. у насељу је живело 55 становника. Насеље се налази на надморској висини од 354 м.